# Abdurrahim Buza
Abdurrahim Buza (ur. 22 grudnia 1905 w Skopju, zm. 7 listopada 1986 w Tiranie) – albański malarz i pedagog.

## Życiorys
Był synem Hysniego Buzy, albańskiego działacza narodowego z Kosowa. Uczył się w medresie w Skopju. Dzięki pomocy Bajrama Curriego dostał się do szkoły technicznej w Tiranie, a następnie uczył się w szkole pedagogicznej w Elbasanie, którą ukończył w 1928. Razem z innymi uczniami szkoły należał do radykalnej organizacji Jedność (alb. Bashkimi) i brał czynny udział w przewrocie antyrządowym, w czerwcu 1924, który doprowadził do przejęcia władzy przez zwolenników Fana Noliego.
Dzięki stypendium rządu albańskiego mógł wyjechać na studia w Accademia Albertina w Turynie, gdzie uczył się pod kierunkiem Ferro Milone. Po roku studiów wyjechał do Florencji, gdzie kontynuował naukę pod kierunkiem Galileo Chiniego. W 1933 ukończył studia i powrócił do kraju. Otrzymał pracę w Szkole Technicznej Harry’ego Fultza w Tiranie. W tym samym roku rozpoczął udzielanie lekcji rysunku w szkole prowadzonej w Tiranie przez Qamila Pepę.
Po wyzwoleniu Albanii spod okupacji niemieckiej Buza otrzymał stanowisko dyrektora gimnazjum w Tiranie, prowadził też lekcje rysunku dla uczniów szkoły pedagogicznej. W 1951 został mianowany wicedyrektorem liceum artystycznego Jordan Misja w Tiranie, pracując na tym stanowisku do 1966, kiedy odszedł na emeryturę.
Większość wykonanych przez niego obrazów stanowią portrety i dzieła o tematyce patriotycznej. Do najsłynniejszych jego dzieł należały obrazy: Dziewczęta z czerwonymi kokardami, Nasta, Portret siostry Nasty, W domu. Powstały one głównie w latach 1934-1935, które były najbardziej owocne w jego twórczości. Malował także impresjonistyczne pejzaże, w większości przedstawiając okolice jego ulubionego miejsca wypoczynku – Pogradeca. 7 kwietnia 1945 cztery namalowane przez niego płótna znalazły się na otwartej w Tiranie wystawie malarstwa albańskiego.
Od końca lat 50. w swoich obrazach w pełni identyfikował się z obowiązującym nurtem socrealizmu. Efektem były takie dzieła, jak Praca ochotników w Kombinacie i Zima w Tiranie. Od standardu socrealistycznego odbiegał wykonany w 1960 autoportret, a także martwe natury (Talerz z winogronami). W 1961, tuż przed zerwaniem stosunków radziecko-albańskich odbył długą podróż po ZSRR, odwiedzając Moskwę, Leningrad i Erywań i spotykając się z miejscowymi artystami.

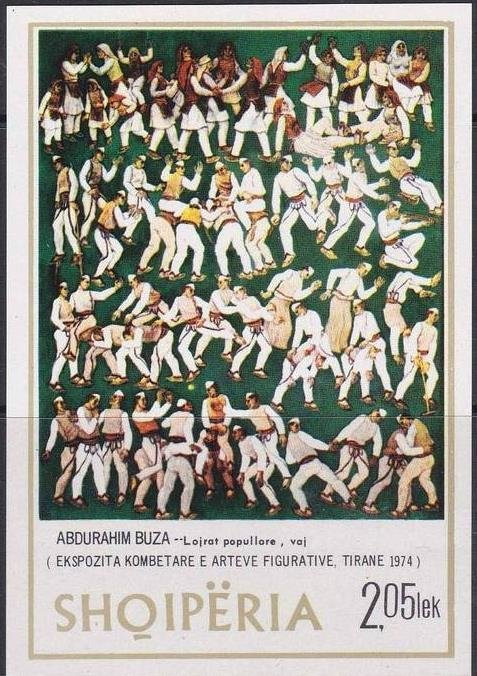
A. Buza, Tańce ludowe (1976)

Pozostawił po sobie ponad 500 obrazów i rysunków, większość z nich znajduje się w zbiorach Narodowej Galerii Sztuki w Tiranie. Uhonorowany przez władze Albanii, w 1978 tytułem Malarza Ludu (alb. Piktor i Popullit), a w 1984 Nagrodą Państwową 1 stopnia. W 2020 został odznaczony pośmiertnie orderem "Nderi i Kombit" (Honor Narodu).
Imię malarza nosi jedna z ulic w Tiranie (dzielnica Stacioni i Trenit). W 1984 Marianthi Xhako zrealizowała film dokumentalny Piktori Buza, poświęcony artyście.